# Imșana, Iampil
Imșana (în ucraineană Імшана) este un sat în așezarea urbană Iampil din regiunea Sumî, Ucraina.

## Demografie
Componența lingvistică a localității Imșana
     Ucraineană (96,46%)
     Rusă (3,3%)
     Alte limbi (0,24%)
Conform recensământului din 2001, majoritatea populației localității Imșana era vorbitoare de ucraineană (96,46%), existând în minoritate și vorbitori de rusă (3,3%).